# زايدة (تبن)

تعديل مصدري - تعديل

زايدة هي إحدى قرى عزلة الحوطة بمديرية تبن التابعة لمحافظة لحج، بلغ تعداد سكانها 1449 نسمة حسب تعداد اليمن لعام 2004.